# Королівське статистичне товариство
Королівське статистичне товариство (КСТ, англ. Royal Statistical Society, RSS) — одне з найбільш впізнаваних і відомих статистичних товариств у світі. Воно має три основні цілі. КСТ є британським науковим товариством статистики, професійним органом для статистиків і благодійною організацією, яка просуває статистику для суспільного блага.

## Історія
Товариство засноване в 1834 році як Статистичне товариство Лондона, хоч можливо, не пов'язане з ним Лондонське статистичне товариство існувало принаймні з 1824 року. У ті часи було багато провінційних статистичних товариств по всій Британії, проте більшість з них зникли. Статистичне товариство Манчестера (старіше за Лондонське статистичне товариство) є помітним винятком. Товариства створювалися з метою збору інформації про суспільство. Ідея статистики стосувалася скоріше політичних знань, ніж цілого ряду підходів і методів. Члени називали себе «статистами» і першопочатковою метою було «… збір, систематизація та публікація фактів для відображення стану та перспектив суспільства», а ідея тлумачення даних чи думок щодо них, була повністю виключена. Оригінальна печатка мала девіз Aliis Exterendum (для обговорення иншими тобто для інтерпретації іншим), однак таке розділення виявилося завадою для розвитку, відтак девіз відкинули. Знадобилося багато десятиліть, перш ніж математику почали розглядати як частину статистики.

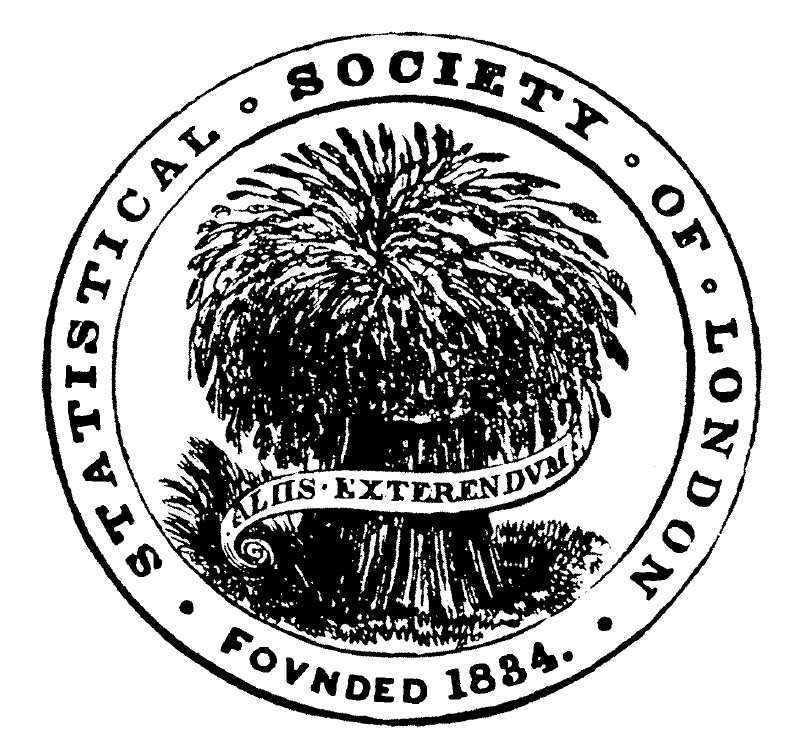
Рання печатка Лондонського статистичного товариства, сніп з девізом Aliis exterendum

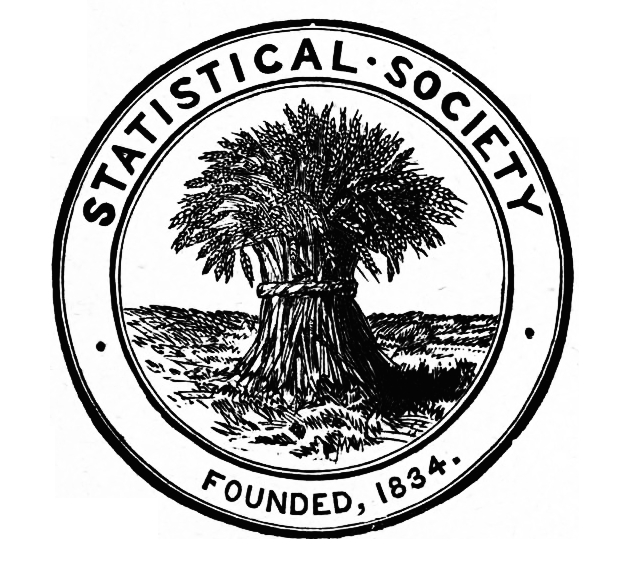
Пізніша печатка

## Товариство
Членство Королівського статистичного товариства не сприймається як найвище досягнення чи здобуток у математиці чи статистиці. Швидше це стан відкритий для всіх, хто цікавиться статистикою. Отже, його не слід плутати з членствами в подібних товариствах, де зазвичай членство ознакою найвищих здобутків у дисципліні.
Відомі й досконалі британські та зарубіжні математики обираються членами Королівського товариства Лондона.

### Ключові постаті
Провідна роль у створенні Лондонського статистичного товариства (ЛСТ, LSS) належала Річарду Джонсу, Чарльзу Беббіджу, Адольфу Кетле, Вільяму Увеллу і Томасу Мальтусу. Серед його знаменитих членів була Флоренс Найтінгейл, що була першою жінкою членом товариства у 1858 році. Стелла Кунліфф була першою жінкою-президентом товариства. Серед інших знаменитих президентів КСТ були: Вільям Беверід, Рональд Фішер, Гарольд Вілсон і Девід Кокс.
Серед почесних секретарів — Ґеральд Ґудгардт (1982—88).

### Королівська хартія
ЛСТ стало КСТ (Королівським статистичним товариством) з ухваленням Королівської хартії у 1887 році і було об'єднано з Інститутом статистиків у 1993 році. Злиття дозволило товариству перебрати на себе роль як професійного органу, так і ролі наукового товариства. У 2017 році товариство налічує більшу 8000 членів по всьому світу, з яких близько 1500 мають професійну кваліфікацію статистика, зі статусом дипломованого статистика (Chartered Statistician, CStat). У січні 2009 року КСТ отримало статус Ліцензованого органу від Наукової ради Великої Британії для присвоєння статусу дипломованого вченого. З лютого 2009 року товариство присвоює статус дипломованого вченого належним чином кваліфікованим членам.
Незвичайно для професійних товариств всі члени КСТ мають статус «Стипендіата» (Fellow). Зараз (2019) стипендії зазвичай не використовуються членами, що набули членства після об'єднання як пост-іменні приствки відзнаки. Однак перед злиттям 1993 року з Інститутом статистиків стипендіати часто використовували пост-іменні приствки «FSS» (Fellow of Statistical Society). Перед об'єднанням щоб стати стипендіатом треба було мати кваліфікацію статистика. Як альтернатива можна було можна отримати рекомендацію двох дійсних стипендіатів. Відтак заявку на вступ мала затвердити Рада. Після злиття ці вимоги скасували і всі попередні члени Інституту статистиків також стали стипендіатами. З тих пір використання новими членами своєї незаробленої постномінальної приставки «FSS» вважалося недоречним та сильно знеохочувалося і як наслідок приставка стала менш поширеною.

## Структура
КСТ має приміщення (включаючи офіси та конференц-зали) в Еррол Стріт, EC1, в лондонському районі Іслінгтон недалеко від кордону з лондонським Сіті, між станціями Старої вулиці та Барбікан.
Товариство має різні місцеві предствництва у Великій Британії, разом з широким спектром підрозділів та дослідницьких груп. Кожна з цих секцій та груп організовує лекції та семінари зі статистики.

## Функції
Особливо товариство було залучено до ухвалення Закону про службу статистики та реєстрації 2007 року, довго виступаючи за ухвалення законодавства про статистику.

### Події
КСТ організовує щорічну конференцію. Серед нагород товариства — медаль Ґая, золота, срібна і бронзова, на вшанування Вільяма Ґая.
Команда КСТ дійшла до фіналу Змагань університетів: Професіонали 2006, де праграла з рахунком 230 до 125, команді Бодліанської бібліотеки, Оксфорд.

### Видання
Товариство публікує Журнал королівського статистичного товариства, який наразі складається з трьох окремих серій журналів, зміст яких включає статті, представлені на звичайних зборах товариства, а саме: Серія А (Статистика в суспільстві), Серія B (Методологія статистики) і Серія C (Прикладна статистика), а також журнал для широкого загалу під назвою Значення (англ. Significance), публікується спільно з Американським статистичним товариством. У вересні 2013 року товариство заснувало інтернет журнал StatsLife, в якому публікуються новини, інтерв'ю та думки світу статистики і даних.

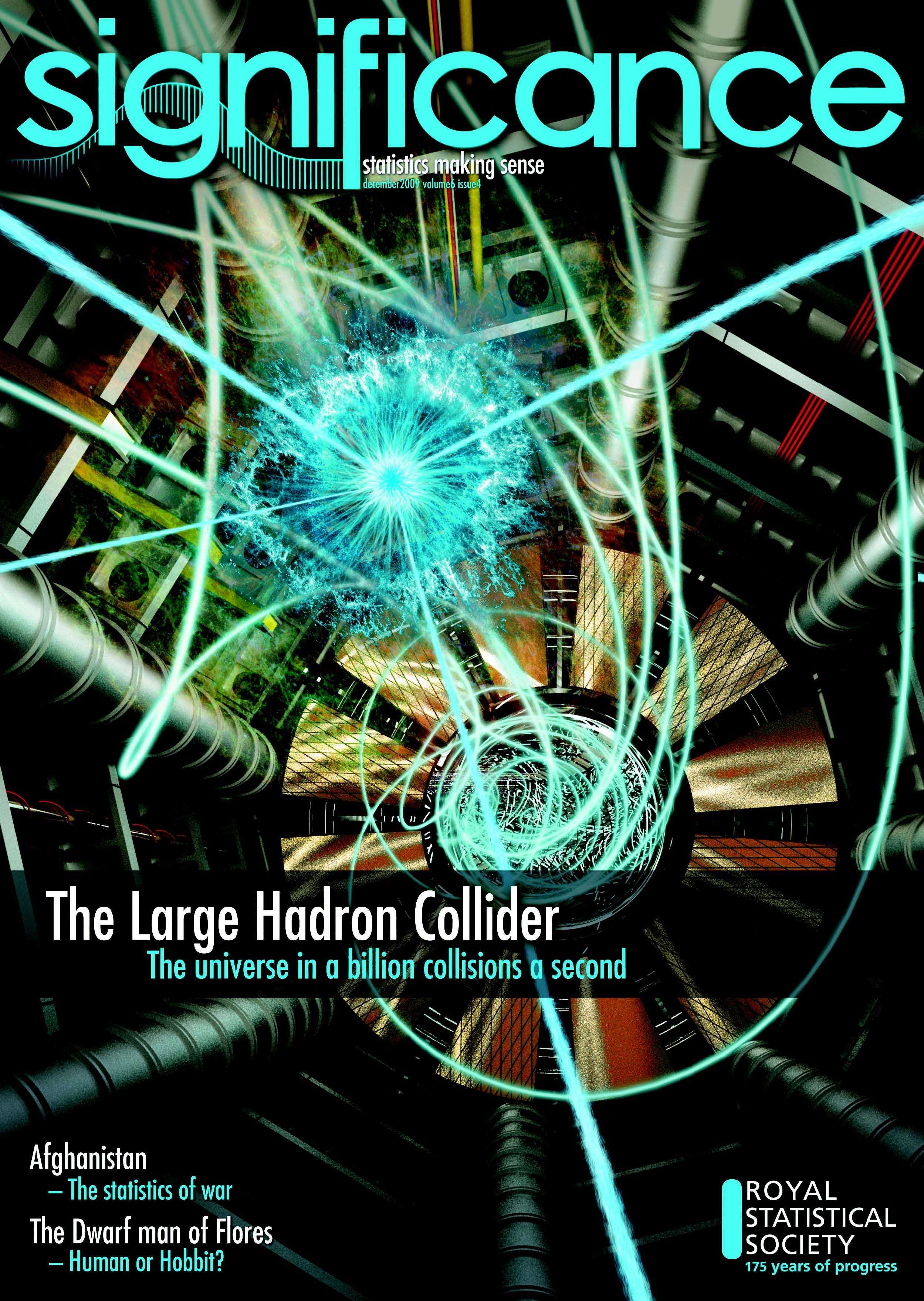
Журнал Значення

### Відео
- RoyalStatSoc на YouTube (англ.)